# Петропавлівка (Щастинський район)
Петропавлівка (до 1771 — Караяшник, до 1925 — Петропавлівка, до 2016 — Петрівка) — селище в Україні, у Щастинській міській громаді Щастинського району Луганської області. Петропавлівка розташована на річках Ковсуг та Євсуг.

## Історичні відомості
За даними на 1864 рік у казенній слободі Петропавлівка (Караяшник) Старобільського повіту Харківської губернії мешкало 3621 осіб (1817 чоловічої статі та 1804 — жіночої), налічувалось 650 дворових господарства, існували православна церква, відбувались 4 щорічні ярмарки.
Станом на 1885 рік у колишній державній слободі, центрі Петропавлівська волості, мешкало 2775 осіб, налічувалось 536 дворових господарств, існували православна церква, школа, поштова станція й лавка, відбувалось 4 ярмарків на рік.
За переписом 1897 року кількість мешканців зросла до 4381 особи (2221 чоловічої статі та 2160 — жіночої), з яких 4372 — православної віри.
У 1932–1933 роках Петрівська сільська рада постраждала від Голодомору. За свідченнями очевидців кількість померлих склала щонайменше 58 осіб, імена яких встановлено.
Селище постраждало від паводку у березні 2012 року.

## Персоналії
- Альохін Володимир Олексійович (1973—2014) — український волонтер; Народний Герой України.
- Каменюка Іван — повстанський отаман Луганщини, анархіст.
- Латунов Григорій Антонович (1918—2001) — український живописець.
- Летюка Євген Валерійович (1998—2018) — солдат Збройних сил України, учасник російсько-української війни.

## Також
- Перелік населених пунктів, що постраждали від Голодомору 1932-1933, Луганська область